# 風飛鯊
《風飛鯊》（英語：Sharknado）是一部2013年美國災難電視電影，由安東尼·費蘭提執導。故事敘述因一場龐大的海龍捲風而讓海裡的鯊魚跑到了洛杉磯市區中作亂。本片為《風飛鯊》系列電影的第一部。由伊恩·齊爾林、泰拉·蕾德和約翰·赫德主演。電影2013年7月11日在Syfy頻道播出。
帝王影院和NCM Fathom Events合作給本片在一晚午夜場放映，在200間戲院獲得了200萬美元的票房。

## 劇情
故事敘述一場怪物級的颶風襲捲洛杉磯，導致市區大淹水，而海中的鯊魚則被吹上陸地到處吃人；就此失去酒吧的芬恩則為了避難而和朋友們一起尋找芬恩的家人，究竟他們能夠在這場災難中平安倖存嗎？

## 演員
- 伊恩·齊爾林飾演芬利·「芬恩」·謝波德（Finley "Fin" Shepard）：前衝浪手，與家人分居且關係緊張，擁有一間酒吧。
- 泰拉·蕾德飾演艾波·韋克斯勒（April Wexler）：芬恩的前妻。
- 約翰·赫德飾演喬治（George）：把時間都消磨在芬恩酒吧的大叔。
- 凱西·史考柏飾演諾娃·克拉克（Nova Clarke）：芬恩的酒吧員工。
- 傑森·西蒙斯（英语：Jaason Simmons）飾演巴茲（Baz）：芬恩的朋友和助手。
- 奧布里·碧波飾演克勞迪婭·謝波德（Claudia Shepard）：芬恩和艾波的女兒，覺得自己被父親冷落。
- 恰克·辛廷格飾演麥特·謝波德（Matt Shepard）：芬恩和艾波的兒子，就讀飛行學校。
- 克里斯多夫·沃爾夫飾演柯林（Collin）：艾波的男友，不喜歡芬恩。
- 羅比·李斯特（英语：Robbie Rist）飾演羅比（Robbie）：校車司機。

## 外部連結
- 官方网站
- 互联网电影数据库（IMDb）上《風飛鯊》的资料（英文）
- 爛番茄上《風飛鯊》的資料（英文）
- Sharknado Funko POP Vinyl （页面存档备份，存于）